# Samuel Crompton
Samuel Crompton (Bolton, 3 december 1753 - aldaar, 26 juni 1827) was een Brits uitvinder. Hij is het meest bekend van zijn uitvinding de Mule Jenny.

## Mule Jenny

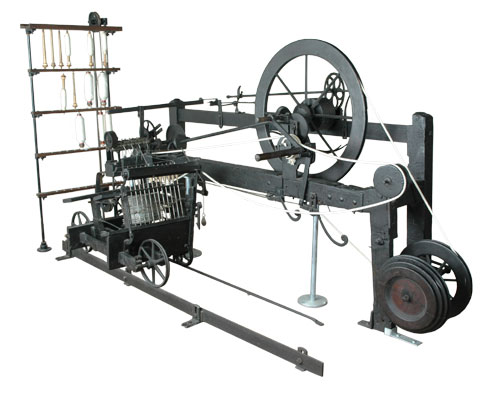
De Mule Jenny van Samuel Crompton

Samuel Crompton is bekend van zijn uitvinding de Mule Jenny (Engels: Spinning Mule / The Mule). De Mule Jenny is de verbetering van James Hargreaves' Spinning Jenny en Richard Arkwrights Water Frame. De Mule Jenny kon de goede dikte van draad spinnen voor kleermakerij, waar de Spinning Jenny en de Water Frame te zwak of dik draad spon.